# Moulay Rachid
Moulay Rachid (arabiska: مولاي رشيد) är ett arrondissement i staden Casablanca i Marocko. Antalet invånare var 245 484 vid folkräkningen 2014.